# Agrupación Deportiva Arganda Club de Fútbol
A Agrupación Deportiva Arganda Club de Fútbol é um clube de futebol espanhol da cidade de Arganda del Rey, na Província de Madri. A equipe disputa a Preferente de Madrid, que corresponde à quinta divisão do Campeonato Espanhol. O Arganda foi fundado em 14 de fevereiro de 1964.